# Teddy Infuhr
Theodore Edward Infuhr (St. Louis, 9 de novembro de 1936 - Thousand Oaks, 12 de maio de 2007) foi um ator estadunidense. Ele é mais conhecido por seu papel no filme Quando Fala o Coração de Alfred Hitchcock. 

## Biografia
Nascido Theodore Edward Infuhr, em St. Louis em 1936, Teddy mudou-se com a família para Los Angeles quando criança, foi descoberto por um caçador de talentos e estreou no cinema quando tinha cinco anos na comédia de Charles Laughton, A Vida Assim é Melhor (1942).
Seus outros filmes incluem Um Anjo Caiu do Céu (1947), O Menino dos Cabelos Verdes (1948) e o drama bíblico David e Betsabá (1951). Após uma aparição final na Sementes de Violência (1955), Teddy se aposentou do cinema.